# Раджінікант
Раджінікант (*ரசினிகாந்த், 12 грудня 1950  ) — індійський актор, сценарист, продюсер Коллівуду. Загалом знявся у більш ніж 150 фільмах мовою тамілі. Також часто знімається на кіностудіях Сандалвуду, Толлівуду, Моллівуду, меншою мірою Боллівуду, де знявся приблизно в 50 фільмах. Є переможцем у номінацію за найкращу роль від кінопремій штату Тамілнаду — 6 разів, Filmfare Awards South — 3 рази, Filmfans Association Awards — 7 разів, Cinema Express Awards — 5 разів. Улюбленим актор є Сильвестер Сталлоне.

## Життєпис
Справжнє ім'я Шиваджі Рао Гаеквад. За національністю є маратхом. Молодший син Рамоджі Рао Гаеквада, поліцейського констебля, та Рамбхай, домогосподарки. Народився у м. Бангалор (на той час князівство Майсур, тепер штат Карнатака). З дитинства навчався мовами маратхі та каннада. У 1956 році після виходу батька на пенсію родина перебралася у передмістя Бангалора. Того ж року Шиваджі вступив до початкової школи Гавіпурам штату Карнатака. У 1959 році померла мати Шиваджі Рао. В цей час стає послідовником Товариства Рамакрішни.
У 1962 році вступив до державної школи Ачар'я Патасала. Тут виявив хист та інтерес до театральних вистав. Особливо йому стали вдаватися ролі лиходіїв. після закінчення школи почав працювати теслярем у Бангалорі та Мадрасі. Зрештою на початку 1970-х років влаштувався автобусним кондуктором до Служби транспорту Бангалора. Тут затоваришував з Радж бахадуром (майбутнім режисером), що працював водієм автобусу. Водночас знову розпочав грати у п'єсах в театрі Топі Муніаппі. Тоді ж вирішив вступати до Мадраського інституту кінематографії. Під час навчання в інституті познайомився з режисером Кайласом Балачандерою, який порадив вивчати тамільську мову.
Першим фільмом, де знявся Шиваджі, який змінив ім'я на акторське — Раджінікант — у 1975 році у фільмі «Apoorva Raagangal» режисера К. Балачандери. Його роль була доволі невеличкою. Втім, критики відмітили актора-початківця. У 1976 році знявся у кінострічці мовою телугу «Anthuleni Катха», де вперше виконував одну з провідних ролей. З цього моменту амплуа Раджініканта стає злодій та бабій. Його стиль гортати сигарети зробили його популярним серед глядачів. 1977 року знявся в іншому фільмі мовою телугу «Chilakamma Cheppindi», що також приніс йому впізнаваність. Загалом цього року знявся у 15 стрічках.
З кінця 1970-х років спробував відійти від амплуа негідника, змінивши його на позитивний образ (персонаж, що спочатку був невдахою, згодою досягає успіху). В цьому Раджініканту допоміг режисер Мутураман. Плідна співпраця до середини 1990-х років цих діячів Коллівуду виявилася у створенні 24 успішних кінофільмах.
Разом з тим продовжував знімати у ролі лиходіїв та злодіїв. При цьому з огляду на його знання мов каннада, телугу та тамілі активно знімався у стрічках на кіностудіях Коллівуду, Сандалвуду та Толлівуду. Особливо успішними були ролі в фільмах «Aayiram Jenmangal» (мовою каннада) та «Maathu Tappada Maga» (мовою тамілі) — усі 1978 року. В останньому фільмі Раджінікант вперше виконав головну роль, який принесла йому звання суперзірки. з цього моменту починається шалений успіх актора. у фільмі того ж року «Vanakkatukuriya Kathaliye» Раджінікант виконав вступну пісню, що з часом стане традицією для кінострічок з його участю.
У 1979 році здобув свою першу кінонагороду, перемігши в номінації на найкращу чоловічу роль премії штату Тамілнаду (за фільм «Kalki»). Того ж року вперше зіграв у фільмі мовою малаялам «Allauddinum Albhutha Vilakkum» (за мотивами казок «Тисяча та одна ніч»). Успішним виявилася роль у фільм «Тигр».
Протягом 1979—1984 років Раджінікант знявся у 50 фільмах мовами тамілі, телугу, каннада та малаялам. Найбільшу популярність здобули ролі в стрічках «Ninaithale Inikkum», «Amma Evarikkaina Amma», «Aarilirunthu Arubathu Varai» та «Прія» (мовами тамілі й каннада). Останній став першим фільмом за участю Раджініканта, який демонстровано за межами Індії. 1984 року за роль у фільмі «Nallavanuku Nallavan» отримав номінацію за найкращу роль від кінопремії Cinema Express Awards та Filmfare Awards South.
У фільмах «Andha Kanoon» (1983 рік), «Giriftaar» и «Hum» (1991 рік, «Добрі друзі») знімався з зіркою Боллівуду Амітабгом Баччаном, які стали друзями. «Andha Kanoon» став першим фільмом Раджініканта, в якому той знявся на студії Боллівуду. Втім найбільшого успіху досяг роллю у фільмі «Bewafai» 1985 року.
Протягом 2-ї половини 1980-х років його успіх у південноіндійських фільмах лише зростав. Ця тенденція продовжувалася й у 1990 ті та 2000-ні роки. Усі фільми за участю цього актора мали величезний успіх як у глядачів, та й у критиків. разом з тим участь Раджініканта у комедійних фільмах не завжди була успішною, зокрема «Veera» 1994 року була спочатку зустрінута прохолодно, проте зрештою мала касовий успіх. Проте славі сприяли ролі в трилера та бойовиках. Фільм «Muthu» за його участю став першим тамільським фільмам дубльований японською. Він зібрав у 1998 році в японському прокаті 1,6 млн доларів. Новим значним успіхом стала роль у блокбастері «Padayappa» 1999 року.
Водночас з середини 1990-х років став активно брати участь у політичному житті країни. У 1995 році підтримав Індійський національний конгрес та його лідера Нарасімха Рао на чергових виборах. Втім у 1996 році перейшов до партії Дравіда Муннетра Каракам (ДМК) на виборах до Законодавчих зборів Тамілнаду. Того ж року коаліцію ДМК та Таміл Мааніла Конгрес (ТМК). У 2000 році отримав нагороду Падма Бхушан.
У 2002 році брав участь у написанні сценарію до фільму «Баба», виступивши також продюсером цієї стрічки. Проте цей фільм провалився у прокаті, зазнавши нищівної критики. Втім участь у фільмі «Chandramukhi» знову повернуло прихильність глядачів. Цей фільм було дубльовано німецькою та турецбкою мовами для прокату у відповідних країнах. Значний успіх мав фільм «Шиваджі» за участь в головній ролі Раджініканта. Він увійшов до 10-ки найкращих фільмів Великої Британії та Південно-Африканської республіки. Не менший успіх в Індії мала його роль у фільмі «Enthiran».
У 2004 році змінив свої політичний пріоритети. Того ж року підтримав під час виборів Бхаратія Джаната Парті. Втім, остання, незважаючи на підтримку такого відомого актора, не змогла здобути значної підтримки. У 2007 році за роль у фільмі «Шиваджі» отримав премію «Vijay Awards».
Успішну кар'єру перервала хвороба 2011 року харчового походження, що з зрештою ускладнилося бронхітом. Все це разом призвело до тривалого лікування. У травні того ж року пройшов у лікарні Сінгапуру курс лікування нефропатії. Після повернення у липні розпочав зйомки у фільмі «Ra.One» («Випадковий доступ») на студії Боллівуду. Потім став зніматися у фільмі «Kochadaiiyaan» («Легенда»), режисер якого виступила його донька Саундар'я. Його завершено й випущено у 2014 році. Втім фільм та роль Раджініканта отримали змішані відгуки.
Під тиском громадськості та партій Тамілнаду — Аннадрамук (правлячої) і Драмук (опозиційної) — відмовився брати участь у церемонії прийняття присяги прем'єр-міністра Індії Нарендри Моді 2014 року. У 2016 році отримав нагороду Падма Вібхушан.

## Родина
Дружина — Латха Рангачарі
Діти:
- Айшварія (нар. 1982), дружина актора Дануша
- Саундар'я (нар. 1984), режисер